# 维珍媒体一台
维珍媒体一台（英語：Virgin Media One），旧称TV3，是愛爾蘭共和國的一家免費商業電視網，由維珍媒體愛爾蘭（Virgin Media Ireland）運營。TV3開播於1998年9月20日，是愛爾蘭第一個商業電視台。2015年開始，TV3開始播出高清頻道。TV3播出的節目中有不少是購買自外國的電視節目。

## 外部連結
- 官方网站
- Virgin Media Player（页面存档备份，存于）
- TV3 Sony HD Studios Dublin（页面存档备份，存于）